# شوشنق الأكبر
كان شوشنق، الذي يُطلق عليه أحيانًا اسم شوشنق الأكبر، زعيمًا لقبأئل المشواش ( قبيلة من قبائل الليبية القديمة ) وكان عهدة خلال الأسرة المصرية الحادية والعشرين الحاكمة لمصر القديمة. اشتهر بشكل رئيسي بكونه أحد أسلاف الأسرة المصرية الثانية والعشرين من الفراعنة الاجانب من اصول ليبية  واستوطنت الجماعات الليبية المذكورة في المصادر المصرية القسم الشرقى لليبيا  ولذلك عرفت أسرته لدى المهتمين بالتاريخ المصري القديم باسم الأسرة الليبية.

## السيرة الشخصية
كان لدى شوشنق الأكبر زوجه وتَسَمَّى مهتنوشخت ألاولى، وكلاهما مذكوران؛ في لوحة حور باسن، والتي من خلالها تم تحديد بعض المعلومات حول الروابط العائلية لشوشنق الأكبر.كان شوشنق هذا ابن الكاهن ما بايوتي ؛ كان لدى شوشنق الأكبر ومهتنوشخت ألاولى  ابنان هما، فرعون الأسرة المصرية الحادية والعشرون أوسركون الأكبر ، ونيملوت الأكبر زعيم المشواش، وهي إحدى القبائل الليبية القديمة، واستوطنت الجماعات الليبية المذكورة في المصادر المصرية القسم الشرقى لليبيا  ونميلوت هذا هو نفسه والد مؤسس الأسرة المصرية الثانية والعشرين، شوشنق الأول ، وبالتالي يكون شوشنق الأول حفيدًا لشوشنق الأكبر 
وعاشت أسرة شوشنق الأكبر في مصر القديمة، أجيالًا عديدة. بعد أن أندمجو في المجتمع المصري وتمصروا و تأثروا دينياً بمجتمعها، فصاروا من كبار الكهنة، مما أفسح لهم المجال فاتقلدوا المناصب السياديه والحربية في البلاد، ولكن بعد أن قَوِيَ سلطانهم واستولوا على كثير من مرافق البلاد وانتشروا في جهات متفرقة من المملكة أخذوا يعملون في الخفاء على إضعاف المَلِك وسحب السلطة منه شيئًا فشيئًا إلى أن حان الوقت، وقفزوا إلى عرش المُلك دون كبير عناء، أو عنيف مقاومة.
وقد دلت الوثائق التاريخية التي في متناولنا على أن أسرة «شيشنق» هذا كانت تقطن مصر منذ ثلاثة عشر جيلًا في «أهناسية» المدينة التي اتخذوها موطنًا ومعقلًا لهم، وقد توارث حكم مقاطعة هذه المدينة هؤلاء الأمراء الليبيين الذين يُنسبون إلى قبيلة «المشوش» صاحبة الكلمة النافذة في عهد الأسرة العشرين في بلاد ليبيا. ووقع موطنهم الأصلي في منطقة خليج سرت  إلا أنهم أخذوا يتجهون شرقآ ناحية الحدود المصرية حتى أنهم في عهد الأسرة المصرية الثانية والعشرون كانوا قد استوطنوا واحة الداخلة 

## ملاحظة
لايوجد ذكر على الإطلاق لهذا الزعيم في الاثار والنقوش القديمة عدا ذكره في لوحة حور باسن، 